# 宋腾添玛沙帝
宋腾添玛沙帝（英語：Thornton Tomasetti）是一家拥有1,500多名员工的全球性科学和工程咨询公司。

## 服务
宋腾添玛沙帝在结构工程、立面工程、法医学工程、结构整建、建筑工程、弹性(工程和施工)、可持续设计、应用科学、防护设计和安全、土木工程、桥梁设计和修复方面拥有专业知识。该公司的服务由其内部研发核心团队提供支持，该团队提供专注于技术的专业知识、计算模拟和软件开发，以及人工智能和机器学习。
该公司为多个行业的客户提供咨询专业知识，包括建筑/工程/建筑、保险和律师事务所、房地产开发商、建筑业主/运营商、国防、生命科学、制造、自然资源和空间系统。